# リッチー・ギンサー
リッチー・ギンサー（Paul Richard "Richie" Ginther, 1930年8月5日 - 1989年9月20日）は、アメリカ人のレーシングドライバー。

## 経歴
カリフォルニア州ロサンゼルス・ハリウッドで、3人兄弟の末っ子として生まれる。1946年頃には、兄の友人であるフィル・ヒルからドライビングテクニックを教わるという幸運にも恵まれた。高校卒業後、いったんは就職するが約1年半後に退職し、フィル・ヒルのメカニックとなり、レースの世界へと足を踏み入れることとなる。21歳のとき、2年間の兵役に就き、終了と共にフィル・ヒルの元に戻り、本格的にレースに打ち込んだ。
1956年、フィル・ヒルと共にメキシカン・パン・アメリカン・レースにフェラーリで出場。その後、アメリカ国内のレースに数多く出場し、1957年にはフェラーリでル・マン24時間レースをも走っている。
1960年、フェラーリのメンバーとしてアルゼンチン1000kmに出場し2位となり、この年、モナコグランプリでフェラーリのドライバーとしてF1デビューして6位に入賞した。更にこの年9月のイタリアグランプリでは、2位に入賞。翌1961年は、フェラーリの市販車テスト・ドライバーも兼ねF1グランプリに常時出場、15ポイントを獲得しランキング5位となった。
1962年から1964年の3年間、BRMと契約。1962年は8位、1963年は2位、1964年が4位の成績を残す。また、1964年にはF1史上5人目の年間全レース完走も達成した。
1965年にホンダと契約、最終戦メキシコグランプリで自身・ホンダ・グッドイヤーとも初となる優勝を果たした。
1966年、新3リッター・レギュレーションのイタリアグランプリでホンダRA273を操るが、クラッシュで負傷。カムバックして翌1967年、同じアメリカ人のダン・ガーニーが主宰するイーグルへと加入するが、同年に引退する。
F1を引退後はイーグル（AAR）で開発主任になるが、イーグルの経営が傾き始めると以前のように羽振りのいい生活も出来なくなりはじめ、去ることになる。のちにカリフォルニア州でポルシェを走らせるレースに参加するようになるが、そのレースを止めたあとは、ヒッピー仲間に入って住所不定の暮らしをする。
1989年、ドニントンパークで「BRMの歴史」というドキュメントビデオ撮影に招待され出席したあと、フランス・クレルモンフェランで行われる旧F1ドライバーの集いに参加するべく移動中に心臓発作で死去。59歳。

## 人物
ずば抜けた速さや、ここぞという時の粘りに欠け勝ち星に恵まれず、当時「ベストオブセカンドドライバー」「万年2位ドライバー」など、自身にとってはあまり嬉しくない評価をプレスから受けていたが、繊細な運転技術を持ち完走率が高くF1での経験も豊富だった。
「彼はとても繊細で、ドライバーとしては神経質な性格であり、人に対する信・不信の格差が比較的大きかった」と、当時ホンダF1のチーム監督を務めた中村良夫は後の著書の中で記載している。

### 1965年メキシコGPでの奇跡
メキシコグランプリが開催されるエルマノス・ロドリゲス・サーキットは標高2,200メートルの高地に在る。中村良夫はここに目をつけ、グランプリ開催直前にテストを敢行。高地気圧条件、燃料噴射セッティング、高温対策に徹底的に取り組み、グランプリを迎えることとなる。また、中村良夫はもともと中島飛行機出身であり、当時航空機エンジンに携わっていたことから、高地と言えども航空機の経験があるため、他チームより優れたセッティングも可能であった。
予選は、ジム・クラークがポールポジションを獲得し、ブラバムのダン・ガーニーが2番手。そして、ホンダを駆るギンサーは3番手に付けた。このときのマシンは予選時からポールポジション奪取も可能なほどの好調ぶりで、ギンサーはポールポジション獲得に向けタイムアタックに向かおうとしたが、本戦での優勝を期していた中村良夫に「決勝に向けてのマシン温存」を説かれ自重しての予選3位であった。
スタートダッシュの利かないジム・クラークのロータスを尻目にトップに踊り出たギンサーは、一度も首位を譲ることなくトップでフィニッシュラインを駆け抜けた。
このレースを指揮した中村良夫は、コース内の電信局からホンダ本社に向け"Veni Vidi Vici"（来た、見た、勝ったという意味のカエサルの戦勝報告）の一文を送信、デビュー以来わずか11戦目の快挙だった。それはまた、アメリカ人ギンサーとグッドイヤー・タイヤにとっても記念すべきF1初優勝となった。もう一台のロニー・バックナムも5位入賞。5年間続いた1.5リッターF1時代最後の一戦でホンダは勝利をものにした。

## レース戦績

### F1
| 年     | 所属チーム                                           | シャシー | 1       | 2       | 3       | 4       | 5       | 6       | 7       | 8       | 9     | 10      | 11  | WDC       | ポイント |
| ------ | ---------------------------------------------------- | -------- | ------- | ------- | ------- | ------- | ------- | ------- | ------- | ------- | ----- | ------- | --- | --------- | -------- |
| 1960年 | フェラーリ                                           | 246P     | ARG     | MON 6   | 500     |         |         |         |         |         |       |         |     | 9位       | 8        |
| 1960年 | フェラーリ                                           | Dino 246 |         |         |         | NED 6   | BEL     |         | GBR     | POR     | ITA 2 | USA     |     | 9位       | 8        |
| 1960年 | リヴェントロウ                                       | Type 1   |         |         |         |         |         | FRA DNS |         |         |       |         |     | 9位       | 8        |
| 1961年 | フェラーリ                                           | 156      | MON 2   | NED 5   | BEL 3   | FRA Ret | GBR 3   | GER 8   | ITA Ret | USA     |       |         |     | 5位       | 16       |
| 1962年 | オーウェン                                           | 48/57    | NED Ret | MON Ret |         |         |         |         |         |         |       |         |     | 8位       | 10       |
| 1962年 | オーウェン                                           | P57      |         |         | BEL 13  | FRA 3   | GBR 13  | GER 8   | ITA 2   | USA Ret | RSA 7 |         |     | 8位       | 10       |
| 1963年 | オーウェン                                           | P57      | MON 2   | BEL 4   | NED 4   | FRA Ret | GBR 4   | GER 3   | ITA 2   | USA 2   | MEX 3 | RSA Ret |     | 3位       | 29 (34)  |
| 1964年 | オーウェン                                           | P261     | MON 2   | NED 11  | BEL 4   | FRA 5   | GBR 8   | GER 7   | AUT 2   | ITA 4   | USA 4 | MEX 8   |     | 5位       | 23       |
| 1965年 | ホンダ                                               | RA272    | RSA     | MON Ret | BEL 6   | FRA Ret | GBR Ret | NED 6   | GER     | ITA Ret | USA 7 | MEX 1   |     | 7位       | 11       |
| 1966年 | クーパー                                             | T81      | MON Ret | BEL 5   | FRA     | GBR     | NED     | GER     |         |         |       |         |     | 11位      | 5        |
| 1966年 | ホンダ                                               | RA273    |         |         |         |         |         |         | ITA Ret | USA NC  | MEX 4 |         |     | 11位      | 5        |
| 1967年 | アングロ・アメリカン                                 | Mk1      | RSA     | MON DNQ |         |         |         |         |         |         |       |         |     | NC (40位) | 0        |
| 1967年 | イーグル／アドヴァンス・マフラー／ブルース・ブルーム | Mk1      |         |         | NED DNA | BEL     | FRA     | GBR     | GER     | CAN     | ITA   | USA     | MEX | NC (40位) | 0        |

- 太字はポールポジション、斜字はファステストラップ。(key)

### ル・マン24時間レース
| 年     | 使用車両                      | チーム                                       | コ・ドライバー                     | 順位     |
| ------ | ----------------------------- | -------------------------------------------- | ---------------------------------- | -------- |
| 1957年 | フェラーリ・500 TRC           | エキップ ロス アミーゴス                     | フランソワ・ピカード               | リタイア |
| 1960年 | フェラーリ・250TR/60          | スクーデリア・フェラーリ                     | ウィリー・メレス                   | リタイア |
| 1961年 | フェラーリ・ディーノ 246SP    | スクーデリア・フェラーリ                     | ヴォルフガング・フォン・トリップス | リタイア |
| 1962年 | アストンマーティン・DP212     | デイヴィッド・ブラウン・レーシング           | グラハム・ヒル                     | リタイア |
| 1963年 | ローバー-BRM                  | オーウェン・レーシング・オーガナイゼーション | グラハム・ヒル                     | NC       |
| 1964年 | フォード・GT40 Mk.I           | フォード・モーター                           | マステン・グレゴリー               | リタイア |
| 1966年 | フェラーリ・330 P3 スパイダー | ノース アメリカ レーシング チーム            | ペドロ・ロドリゲス                 | リタイア |